# ثبيجة
ثُبَيْجَة (الاسم العلمي: Anigozanthos)، جنس نباتات برية تزيينية معمرة أسترالية من فصيلة نبات الدم (همداريات).
تُعرف الأنواع الإحدى عشر والعديد من النويعات باسم مخلب الكنغر ومخلب القط اعتمادًا على شكل أزهارها.

## معرض صور

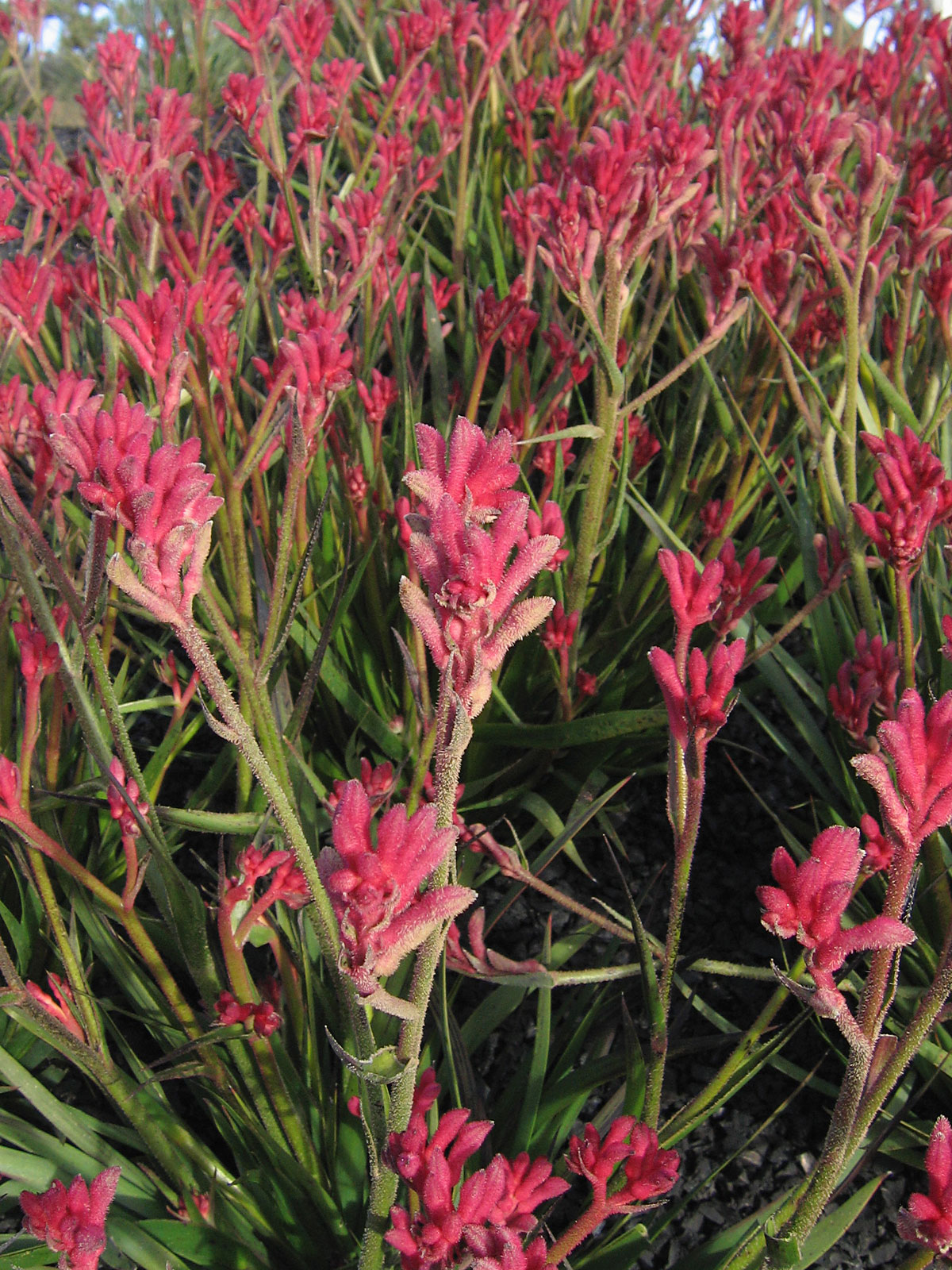
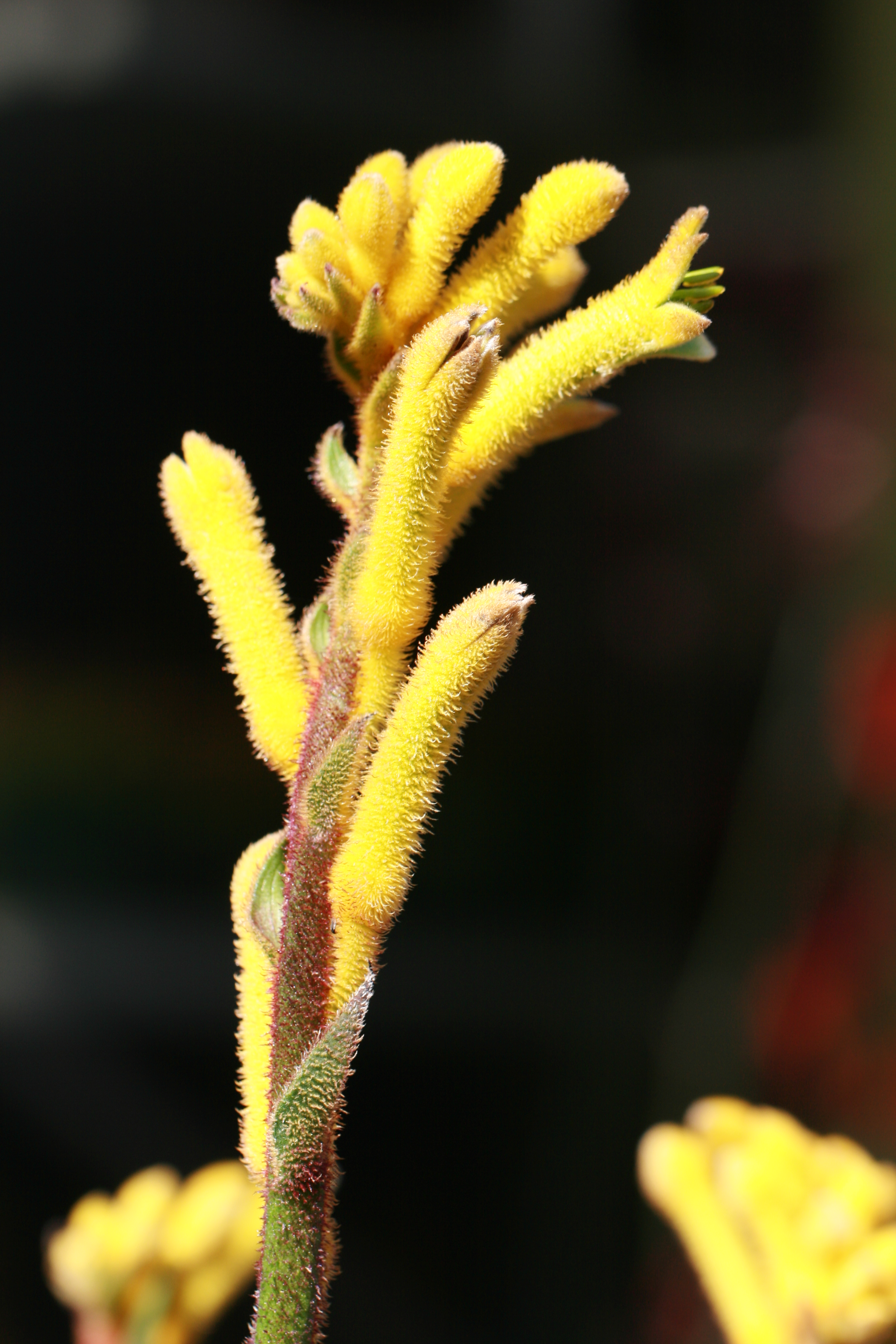
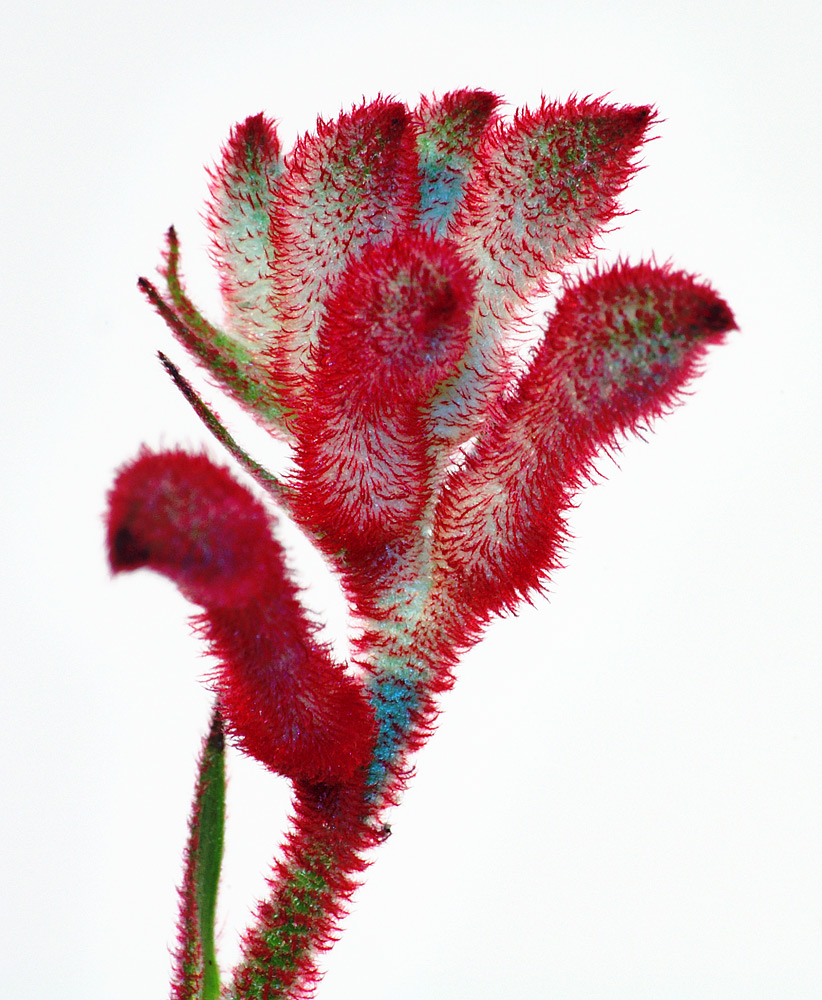